# یواس‌اس تریتون (اس‌اس-۲۰۱)
یواس‌اس تریتون (اس‌اس-۲۰۱) (به انگلیسی: USS Triton (SS-201)) یک زیردریایی است که طول آن ۳۰۷ فوت ۲ اینچ (۹۳٫۶۲ متر) می‌باشد. این زیردریایی در سال ۱۹۴۰ ساخته شده و به نام خدایی یونانی نامگذاری شده‌است.